# Mauro Serio
Mauro Serio (Taranto, 29 novembre 1960) è un attore e conduttore televisivo italiano.

## Biografia
Tarantino, cresce però a Trieste, dove la famiglia si trasferisce nel 1966 e dove compie studi da odontotecnico, prediligendo però il teatro. Nel 1980 si trasferisce a Roma.

### Televisione
Nel 1992 entra a far parte del cast del programma televisivo per ragazzi Amici mostri assieme ad Alessia Marcuzzi, Fulvio Falzarano e Massimo Sangermano su Telemontecarlo. Nel 1994 presenta i programmi per ragazzi Che fine ha fatto Carmen Sandiego?, su Rai 2, e Solletico, che conduce su Rai 1 dalla prima edizione di quell'anno fino al 2000 (a parte l'autunno 1999, dove è sostituito da Michele La Ginestra) Presenta insieme a Cino Tortorella due edizioni del Festival dello Zecchino d'Oro, nel 1995 e nel 1997. Nel 1998 e nel 1999 conduce insieme a Flavia Fortunato le ultime due edizioni di Giochi senza frontiere.

### Teatro e cinema
Ha recitato nelle commedie Mercanti di bugie; Presente prossimo venturo ed Oleanna. Del 2002 è invece Il principe ranocchio, primo spettacolo teatrale (tratto dalle opere dei fratelli Grimm). Nel 2009 ha recitato per Disney Channel nella sitcom Fiore e Tinelli. Nel 2019 ha recitato la parte del medico in Io sono Mia, per la regia di Riccardo Donna.

## Filmografia

### Cinema
- Teresa, regia di Dino Risi (1987)
- Supplì, regia di Vincenzo Verdecchi (1993)
- Ustica - Una spina nel cuore, regia di Romano Scavolini (2001)
- Fame chimica, regia di Antonio Bacola e Paolo Vari (2003)
- Fuori dalle corde, regia di Fulvio Bernasconi (2007)
- Torno indietro e cambio vita, regia di Carlo Vanzina (2015)
- La coppia dei campioni, regia di Giulio Base (2016)
- The house of murderers, regia di Bruno Di Marcello (2019)
- Un eretico in corsia, regia di Bruno Di Marcello (2020)
- Io sono l'abisso, regia di Donato Carrisi (2022)

### Televisione
- Casa Vianello – serie TV, episodio 1x09 (1988)
- I ragazzi del muretto – serie TV, episodio 1x05 (1991)
- Nebbie e delitti – serie TV, episodi 1x03-1x04 (2005)
- La squadra – serie TV, 1 episodio (2006)
- Casa Vianello – serie TV, episodio 16x01 (2006)
- Fiore e Tinelli – serie TV (2007-2009)
- Commissario Laurenti – serie TV, episodio 1x04 (2008)
- I Cesaroni – serie TV, episodio 2x05 (2008)
- La ladra – serie TV, episodio 1x04 (2010)
- Nero Wolfe – serie TV, episodio 1x08 (2012)
- Un passo dal cielo 2 – serie TV, episodio 2x08 (2012)
- La strada di casa – serie TV, episodio 1x01 (2017)
- Immaturi - La serie – serie TV (2018)
- Io sono Mia, regia di Riccardo Donna – film TV (2019)
- Al posto suo, regia di Riccardo Donna – film TV (2020)
- Blanca – serie TV, episodio 1x05 (2021)
- Un passo dal cielo – serie TV, episodio 7x03 (2023)
- Imma Tataranni - Sostituto procuratore – serie TV, episodio 3x02 (2023)
- Don Matteo – serie TV, episodio 14x02 (2024)
- Hanno ucciso l'Uomo Ragno - La leggendaria storia degli 883 – serie TV, 4 episodi (2024)
- Rocco Schiavone – serie TV, episodio 6x04 (2025)

## Programmi televisivi
- Amici mostri (Telemontecarlo, 1992-1994)
- Che fine ha fatto Carmen Sandiego? (Rai 2, 1993-1995)
- Solletico (Rai 1, 1994-2000)
- Angeli sotto le stelle (Rai 1, 1996)
- Zecchino d'Oro (Rai 1, 1995, 1997)
- La festa della mamma (Rai 1, 1997-1998)
- Giochi senza frontiere (Rai 1, 1998-1999)
- Trenta ore per la vita (Reti Mediaset, 2000) - inviato
- Bravo Bravissimo Club (Rete 4, 2001)